# 한국육가공협회
한국육가공협회는 위생적이고 안전한 육가공제품을 공급함으로써 소비자 보호에 기여하고 축산물의 품질향상 도모 및 육가공산업의 건전한 발전 목적으로 1986년 12월 27일 설립된 사단법인이다. 사무실은 서울특별시 서초구 방배동 1031-1, 대한곡물협회 4층에 있다.

## 주요 사업
- 식육가공품에 대한 수요개발 및 소비확대를 위한 홍보사업
- 조사연구, 국내외 정보수집, 출판물 간행사업
- 국내외 전시회 참관 및 해외기술 연수사업
- 관련법령의 개정 및 지원육성 시책 등 대정부 건의
- 회원사간 교류지원
- 관련 지도사업